# Epidendrum orchidiflorum
Epidendrum orchidiflorum är en orkidéart som beskrevs av Philipp Salzmann och John Lindley. Epidendrum orchidiflorum ingår i släktet Epidendrum och familjen orkidéer. Inga underarter finns listade i Catalogue of Life.

## Bildgalleri

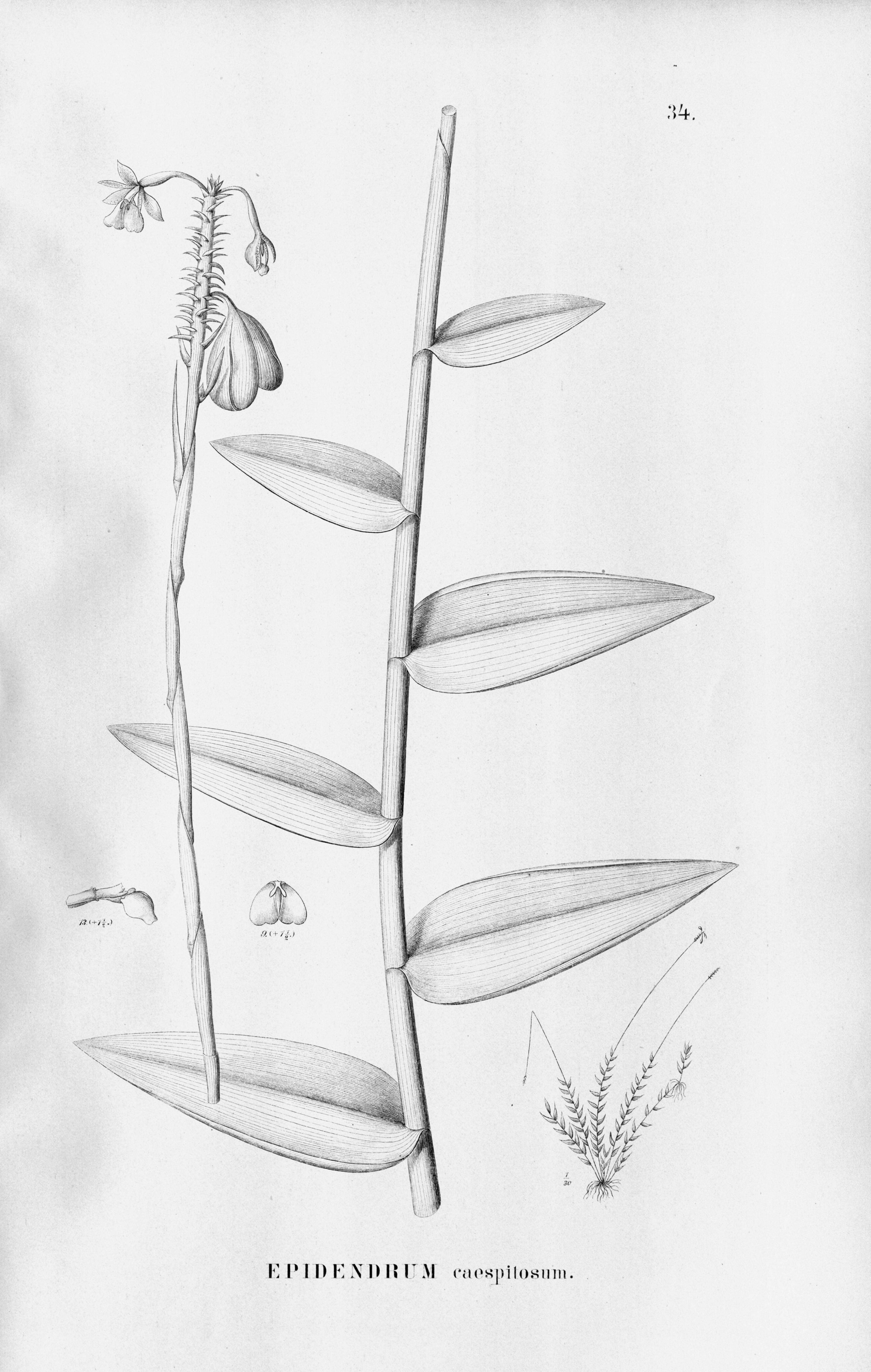